# Michel Gresset
Pour les articles homonymes, voir Gresset.
Michel Gresset né à Versailles le 18 novembre 1936 et mort le 31 mai 2005 dans la même ville est un historien français de la littérature américaine et traducteur littéraire.

## Publications
Auteur d'une thèse sur William Faulkner, Michel Gresset est spécialiste de la littérature du Sud des Etats-Unis. Il a également édité les œuvres romanesques de Faulkner dans la Bibliothèque de la Pléiade (tomes I et III).